# وزارة الاقتصاد (أفغانستان)
وزارة الاقتصاد الأفغانية (بالدرية: وزارت اقتصاد افغانستان) (بالبشتوية: د افغانستان د اقتصاد وزارت)‏ هي وزارة في الحكومة الأفغانيَّة والمسؤولة عن تحفيز اقتصاد البلاد. وزير الاقتصاد الحالي هو دين محمد حنيف، أحد قياديي حركة طالبان.

## قائمة الوزراء
| اسم                  | شرط                      | ملحوظات                                                                                    |
| محمد أمين فرهنق      | ديسمبر 2004 - مارس 2006  | وزير الاعمار سابقا. اضطر إلى الاستقالة لأن البرلمان الأفغاني لم يوافق على ترشيحه           |
| محمد جليل شمس        | مارس 2006 - يناير 2010   | نائب وزير الطاقة والمياه سابقاً                                                             |
| أنور الحق شادي       | يناير 2010 - يناير 2010  | المرشح الرئاسي السابق ووزير المالية. ولم يحصل على تصويت الثقة المطلوب من البرلمان الأفغاني |
| عبد الهادي ارغنديوال | يناير 2010 – ؟           | رئيس الفصيل الانفصالي المعتدل للحزب الإسلامي الأفغاني                                      |
| محمد مصطفى مستور     | ديسمبر 2017 – أغسطس 2021 | نائب وزير المالية سابقا وزارة المالية (أفغانستان)                                          |
| دين محمد حنيف        | 7 سبتمبر 2021 – الحاضر   | وزير حكومة إمارة أفغانستان الإسلامية.                                                      |

## روابط خارجية
- الموقع الرسمي لوزارة الاقتصاد الأفغانيَّة